# Six Flags St. Louis
Six Flags St. Louis (voorheen bekend als Six Flags over Mid-America, initialen: SFSTL) is een attractiepark in het bezit van Six Flags (FUN) en is gelegen in Eureka, Missouri. Geopend in 1971 en was het derde pretpark van de Six Flags-groep, tevens het laatste attractiepark dat het voormalige Six Flags zelf gebouwd heeft.
Naast het pretpark is een waterpark in de buitenlucht gelegen dat ook eigendom is van Six Flags, en waar een apart ticket voor gekocht moet worden om te kunnen bezoeken.

## Achtbanen

### Huidige achtbanen
| Naam                     | Openingsjaar | Bouwer                         | Type                            |
| ------------------------ | --- | ------------------------------ | ------------------------------- |
| River King Mine Train    | 1971 (Bij opening stonden twee precies dezelfde achtbanen naast elkaar, maar de ene kant werd in 1988 verkocht aan Dollywood) | Arrow Dynamics                 | Mijntreinachtbaan               |
| Screamin' Eagle          | 1976 | Philadelphia Toboggan Coasters | Houten achtbaan                 |
| Ninja                    | 1989 | Vekoma                         | Stalen achtbaan                 |
| Batman: The Ride         | 1995 | Bolliger & Mabillard           | Omgekeerde achtbaan             |
| Mr. Freeze Reverse Blast | 1998 | Premier Rides                  | LIM Gelanceerde stalen achtbaan |
| The Boss                 | 2000 | Custom Coasters International  | Houten achtbaan                 |
| Pandemonium              | 2007 | Gerstlauer                     | Draaiende achtbaan              |
| American Thunder         | 2008 | Great Coasters International   | Houten achtbaan                 |
| Boomerang                | 2013 | Vekoma                         | Shuttle-achtbaan                |
| Rookie Racer             | 2023 | Vekoma                         | Family Boomerang                |

### Verdwenen achtbanen
| Naam           | Openingsjaar | Jaar gesloten | Bouwer            | Type            |
| -------------- | ------------ | ------------- | ----------------- | --------------- |
| Rockin' Roller | 1975         | 2007          | Bradley & Kaye    | Stalen achtbaan |
| Jet Scream     | 1981         | 1988          | Anton Schwarzkopf | Looping Star    |

## Galerij

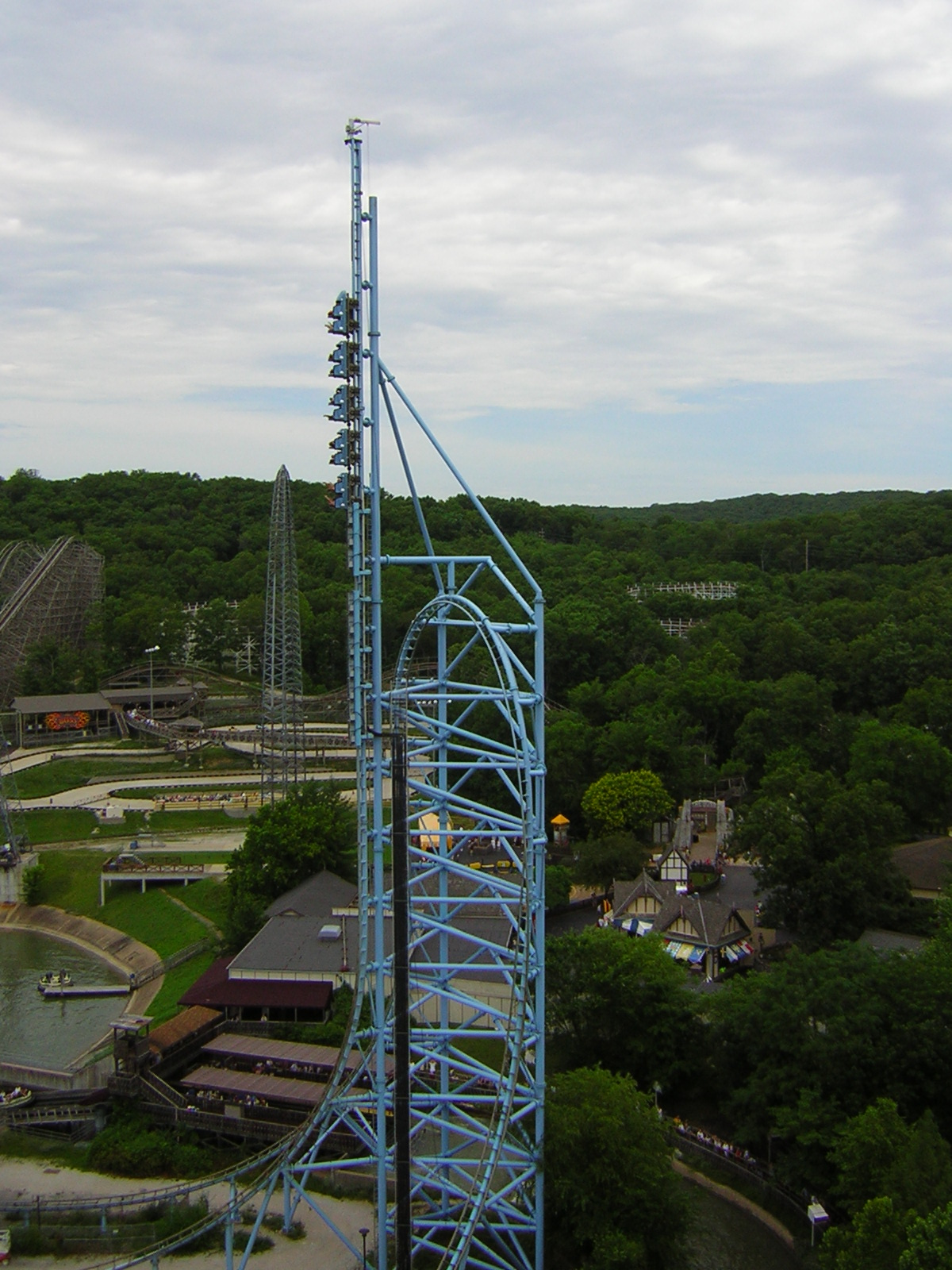
De achtbaan Mr. Freeze Reverse Blast
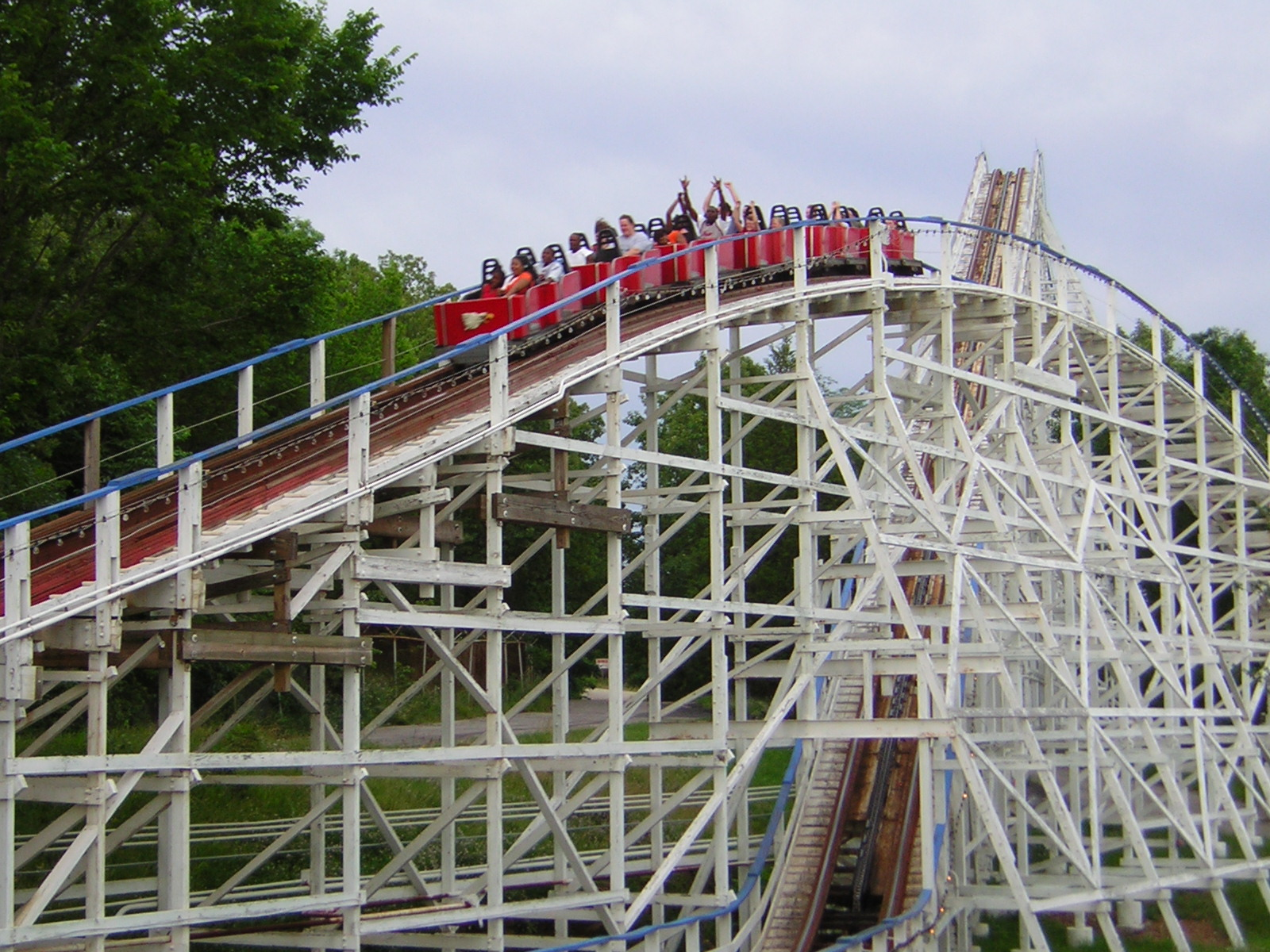
De achtbaan Screamin' Eagle
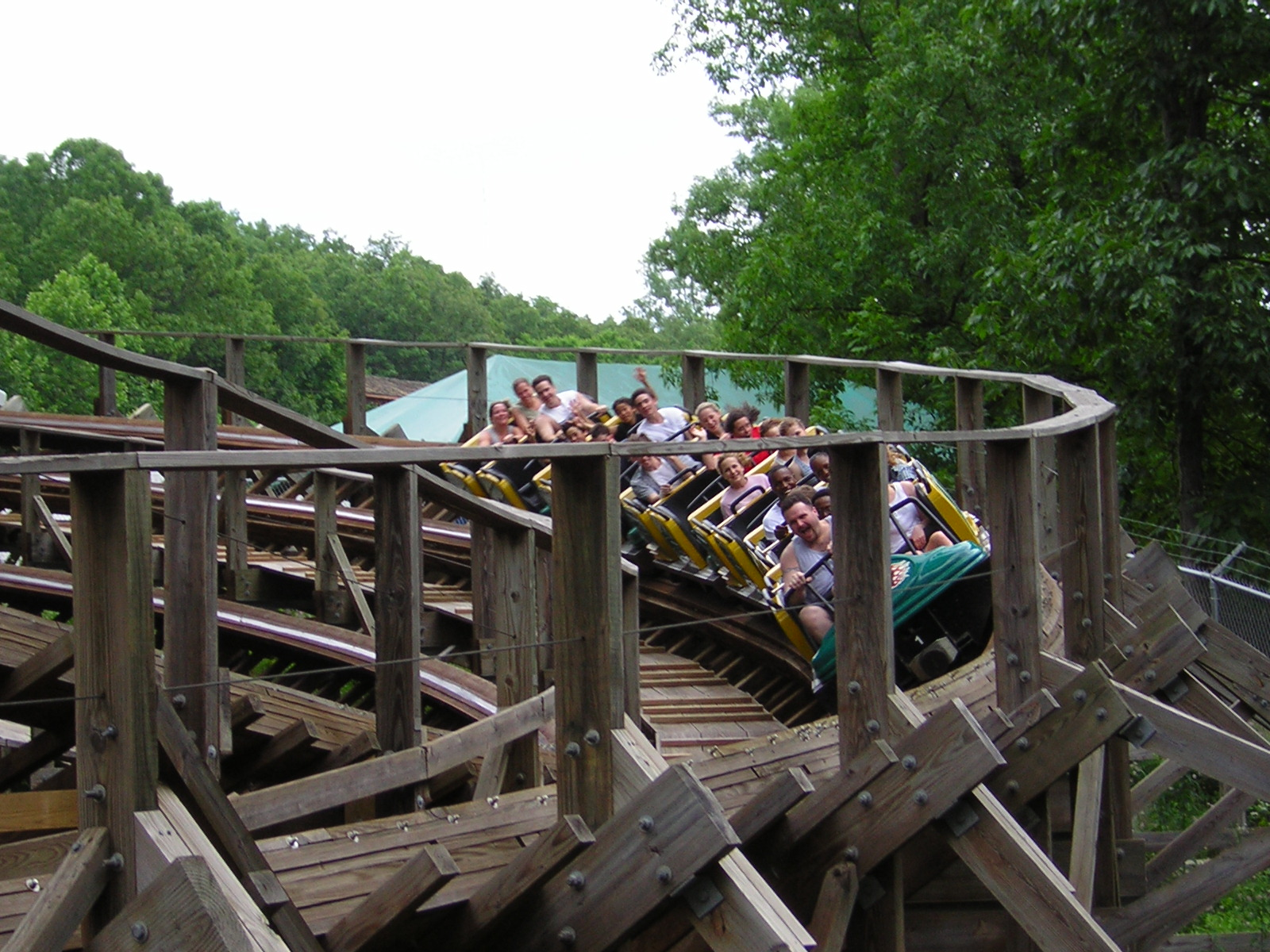
De achtbaan The Boss